# Reda
Reda ([ˈrɛda]; kashubisk: Réda; tidligere tysk: Rheda)  er en by  i den  nordlige del af voivodskabet Pommern i det nordlige Polen. Den har   28.506(2023)  indbyggere og et areal på 		29,45 km², og   er en del af powiatet (amt) powiat Wejherowo.

## Historie
Slaviske Lekhitiske bosættelser blev etableret i de nuværende distrikter Ciechocino og Pieleszewo i den tidlige middelalder. Territoriet Gdańsk Pommern udgjorde en del af Polen siden statens oprettelse i det 10. århundrede. Der har eksisteret en trækirke på stedet siden det 12. århundrede. I 1309 blev området annekteret af Den Tyske Ordensstat. Det blev første gang nævnt i dokumenter i 1357. Området blev genindlemmet til Kongedømmet Polen i 1454 af kong Kasimir 4. Jagiellon, og efter den efterfølgende Tretten års krig der begyndte i 1454, afslog de tyske riddere ethvert krav i 1466.  
Reda blev en del af Preussen i næsten 150 år ved Polens første deling i 1772, og fra 1871 til 1920 var det også en del af Det tyske kejserrige. I slutningen af det 19. århundrede var den lokale befolkning stadig overvejende katolske polsk. Efter Første Verdenskrig, i november 1918  genvandt Polen sin uafhængighed, og lokale polakker begyndte forberedelserne til at slutte sig til Polen igen. Et polsk råd blev oprettet, og et polsk møde fandt sted den 26. december 1918. men i januar 1920 blev Reda genforenet med Polen.